# Richard Cunningham
Richard Cunningham detto "Richie" è uno dei protagonisti della serie televisiva statunitense Happy Days (1974-1984) ambientata negli anni 50-60, interpretato da Ron Howard, e doppiato in italiano da Claudio Sorrentino.

## Caratteristiche
Richie Cunningham è un giovane ragazzo con i capelli rossi lisci e le lentiggini, considerato il personaggio principale della serie di Happy Days, in quanto tutta la sit-com si basa su storie quotidiane ambientate principalmente tra casa Cunningham e il suo gruppo di amici, assidui frequentatori del locale Arnold's, nella città di Milwaukee (Wisconsin). I migliori amici di Richie, infatti, sono Warren "Potsie" Weber, Ralph Malph e Arthur "Fonzie" Fonzarelli, mentre a casa Cunningham Richie vive con i genitori Howard e Marion Cunningham, la sorella minore Joanie e il fratello maggiore Chuck (quest'ultimo però, scompare già dalla seconda stagione della serie). Insieme ai genitori e all'amico Potsie, Richie nasce come personaggio di una puntata del 1972 della serie statunitense Love, American Style, anteprima di quello che diventerà Happy Days.
Il personaggio di Richie incarna il classico bravo ragazzo statunitense degli anni cinquanta, stile All-America, sano, pulito ed educato. Tuttavia, Richie e i suoi amici si mettono spesso nei guai, con piccole trasgressioni e, soprattutto, con molteplici tentativi di rimorchiare le ragazze. A volte Richie appare goffo e impacciato, a tratti ingenuo e inesperto, mentre altre volte dà prova di grande maturità e responsabilità. All'Università del Wisconsin poi, Richie si innamora di Lori Beth Allen, che diventerà sua moglie. Dopo la laurea, Richie dovrà partire per il servizio militare in Groenlandia, dove verrà raggiunto da Lori Beth e i due avranno un figlio, Richie Jr.

Nelle ultime puntate, Richie si trasferisce con moglie e figlio a Hollywood, dove cercherà lavoro come sceneggiatore e scrittore.